# Percosova

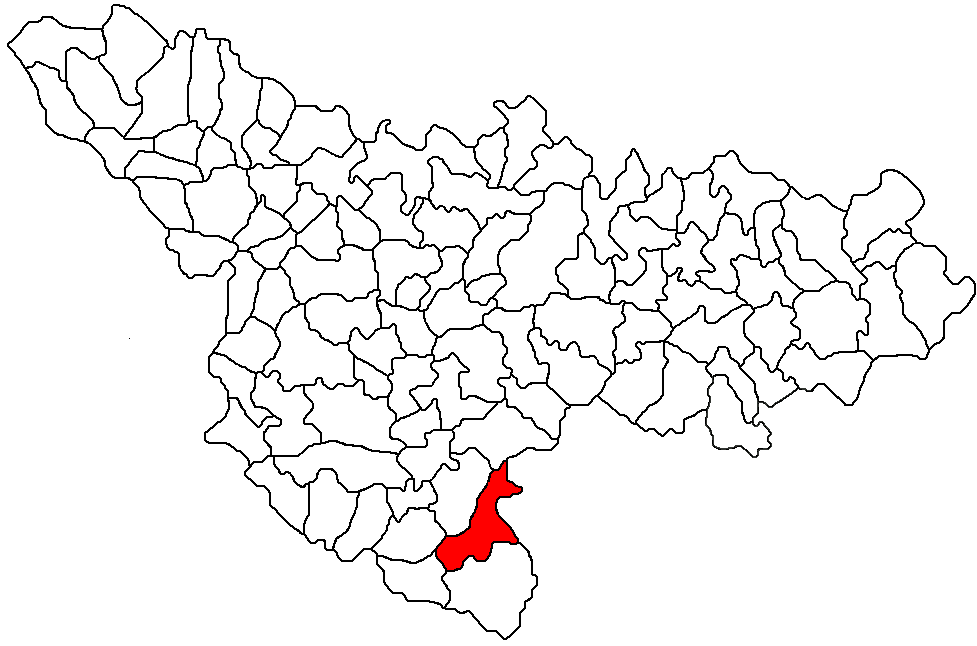
Lage der Kleinstadt Gătaia im Kreis Timiș

Percosova (deutsch Perkos, ungarisch Berkeszfalu) ist ein Dorf im Banat (Rumänien). Heute gehört der Ort zur Kleinstadt Gătaia.

## Lage
Percosova liegt im Süden des Kreises Timiș an der Grenze zum Kreis Caraș-Severin.

## Geografie
Die Gemarkung von Perkos grenzt an die Fluren folgender Nachbarorte: im Süden Gherman (German, 5 km), im Südosten Jamu Mare (Großscham, 9 km), im Osten Butin (3 km), im Norden Rovinița Mare (Omor, 5 km), im Nordwesten Breștea (Breschtea, 6 km) und im Westen Dejan (Deschan, 5 km).

## Geschichte
Auf der Gemarkung von Perkos existierten schon vor der Türkenzeit mehrere Orte wie Keresztes zwischen Gherman, Deschan und Perkos', wo nach einem Gemeindezeugnis noch im Jahre 1840 die Ruine einer Kirche zu sehen war. Zur besseren Wasserversorgung wurde der Ort in die Niederung verlegt. Radafalva war eine Siedlung zwischen Deschan und Perkos nahe der großen Brücke.
In einem Verzeichnis aus dem Jahre 1717 ist Perkos mit 15 Häusern erfasst. Auf einer Karte nach Francesco Griselini aus dem Jahre 1776 erscheint der Ort unter dem Namen Pergosa. Um 1800 (nach Dr. Johann Wolf 1794, nach Leo Hoffmann 1808) sind in Perkos Deutsche angesiedelt worden. Die meisten kamen aus Großscham und Moritzfeld. 1840 kamen weitere deutsche Neuansiedler aus dem Banat.
Infolge des Waffen-SS Abkommens vom 12. Mai 1943 zwischen der Antonescu-Regierung und Hitler-Deutschland wurden alle deutschstämmigen wehrpflichtigen Männer in die deutsche Armee eingezogen.
Noch vor Kriegsende, im Januar 1945, fand die Deportation aller volksdeutschen Frauen zwischen 18 und 30 Jahren und Männer im Alter von 16 bis 45 Jahren zur Aufbauarbeit in die Sowjetunion statt.
Das Bodenreformgesetz vom 23. März 1945, das die Enteignung der deutschen Bauern in Rumänien vorsah, entzog der ländlichen Bevölkerung die Lebensgrundlage. Der enteignete Boden wurde an Kleinbauern, Landarbeiter und Kolonisten aus anderen Landesteilen verteilt. Anfang der 1950er Jahre wurde die Kollektivierung der Landwirtschaft eingeleitet.
Durch das Nationalisierungsgesetz vom 11. Juni 1948, das die Verstaatlichung aller Industrie- und Handelsbetriebe, Banken und Versicherungen vorsah, fand die Enteignung aller Wirtschaftsbetriebe unabhängig von der ethnischen Zugehörigkeit statt.
Da die Bevölkerung entlang der rumänisch-jugoslawischen Grenze von der rumänischen Staatsführung nach dem Zerwürfnis Stalins mit Tito und dessen Ausschluss aus dem Kominform-Bündnis als Sicherheitsrisiko eingestuft wurde, erfolgte am 18. Juni 1951 die Deportation „von politisch unzuverlässlichen Elementen“ in die Bărăgan-Steppe unabhängig von der ethnischen Zugehörigkeit. Die rumänische Führung bezweckte zugleich den einsetzenden Widerstand gegen die bevorstehende Kollektivierung der Landwirtschaft zu brechen. Als die Bărăganverschleppten 1956 heimkehrten, erhielten sie die 1945 enteigneten Häuser und Höfe zurückerstattet. Der Feldbesitz wurde jedoch kollektiviert.

## Persönlichkeiten
- Jakob Neumann (1920–2009), deutsch-rumänischer Pädagoge, Generalschulinspektor im rumänischen Ministerium für Unterricht und Kultur